# La Mothe-Saint-Héray
 La Mothe-Saint-Héray  ist eine französische Gemeinde mit 1662 Einwohnern (Stand 1. Januar 2022) im Département Deux-Sèvres in der Region Nouvelle-Aquitaine. Sie gehört zum Arrondissement Niort und zum Kanton Celles-sur-Belle.
Im Ort liegt der Dolmen de la Garenne.

## Bevölkerungsentwicklung
| Jahr      | 1962 | 1968 | 1975 | 1982 | 1990 | 1999 | 2009 |
| Einwohner | 2039 | 2004 | 1939 | 1849 | 1857 | 1799 | 1806 |

## Sehenswürdigkeiten
- Dolmen de la Garenne (deutsch „der Kaninchenbau“) liegt beim Weiler La Villedieu de Comblé in der Gemeinde.
- Orangerie (1634) als Teil eines nicht mehr vorhandenen Schlosses
- Moulin de Pont l’Abbé (ab 12. Jahrhundert)
- Wald von Hermitain

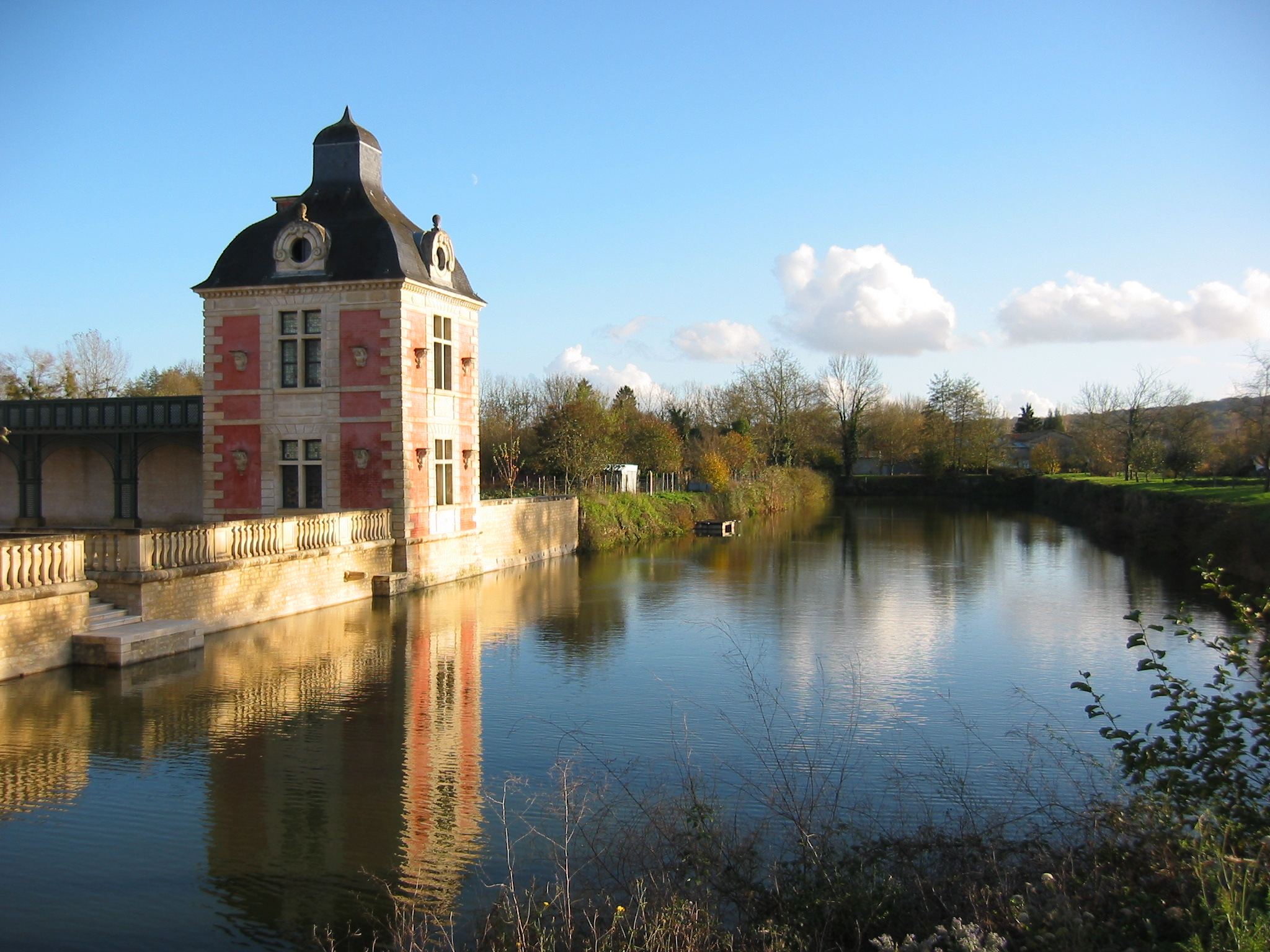
Orangerie (Pavillon)
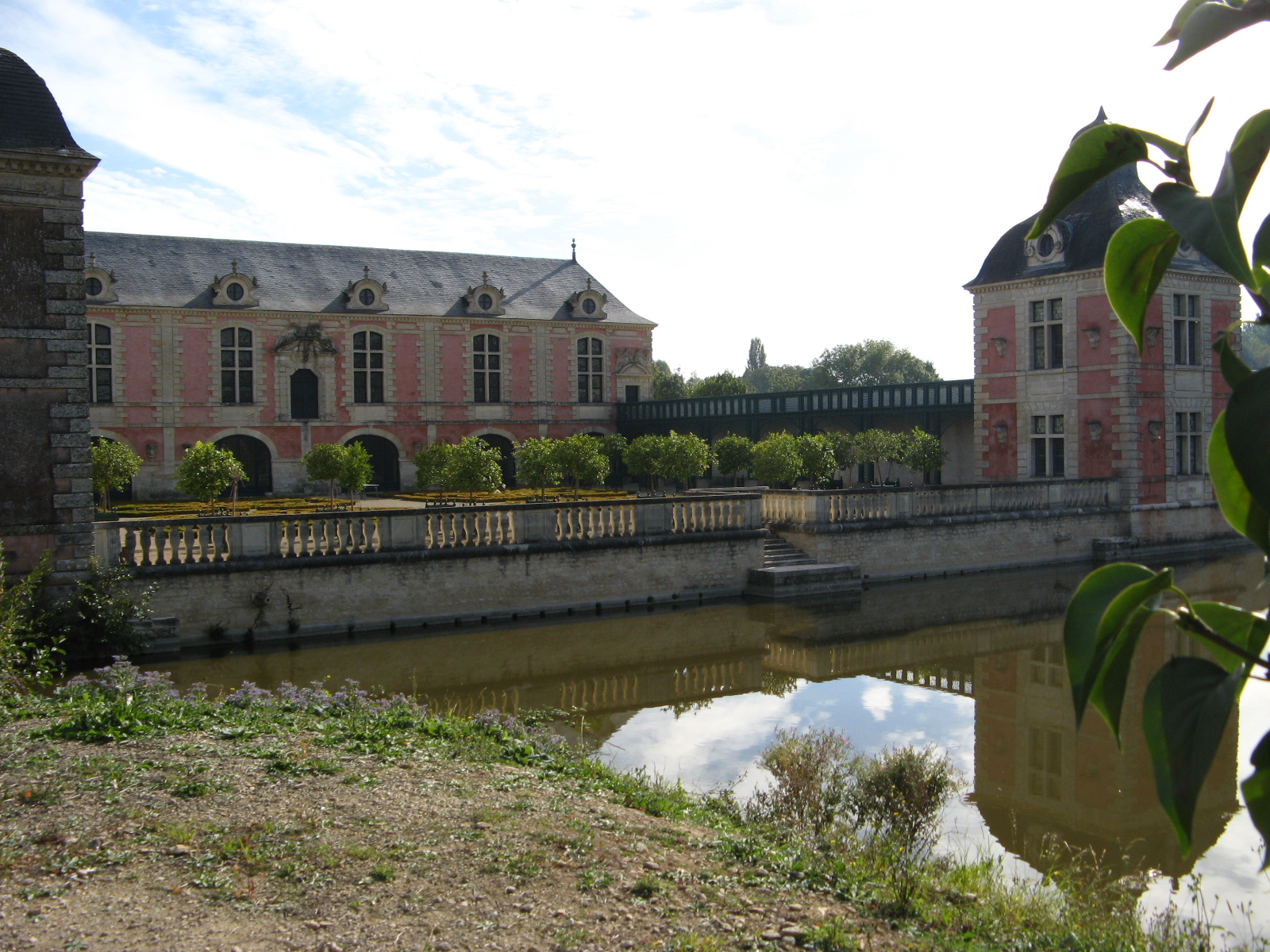
Orangerie (Fassade)
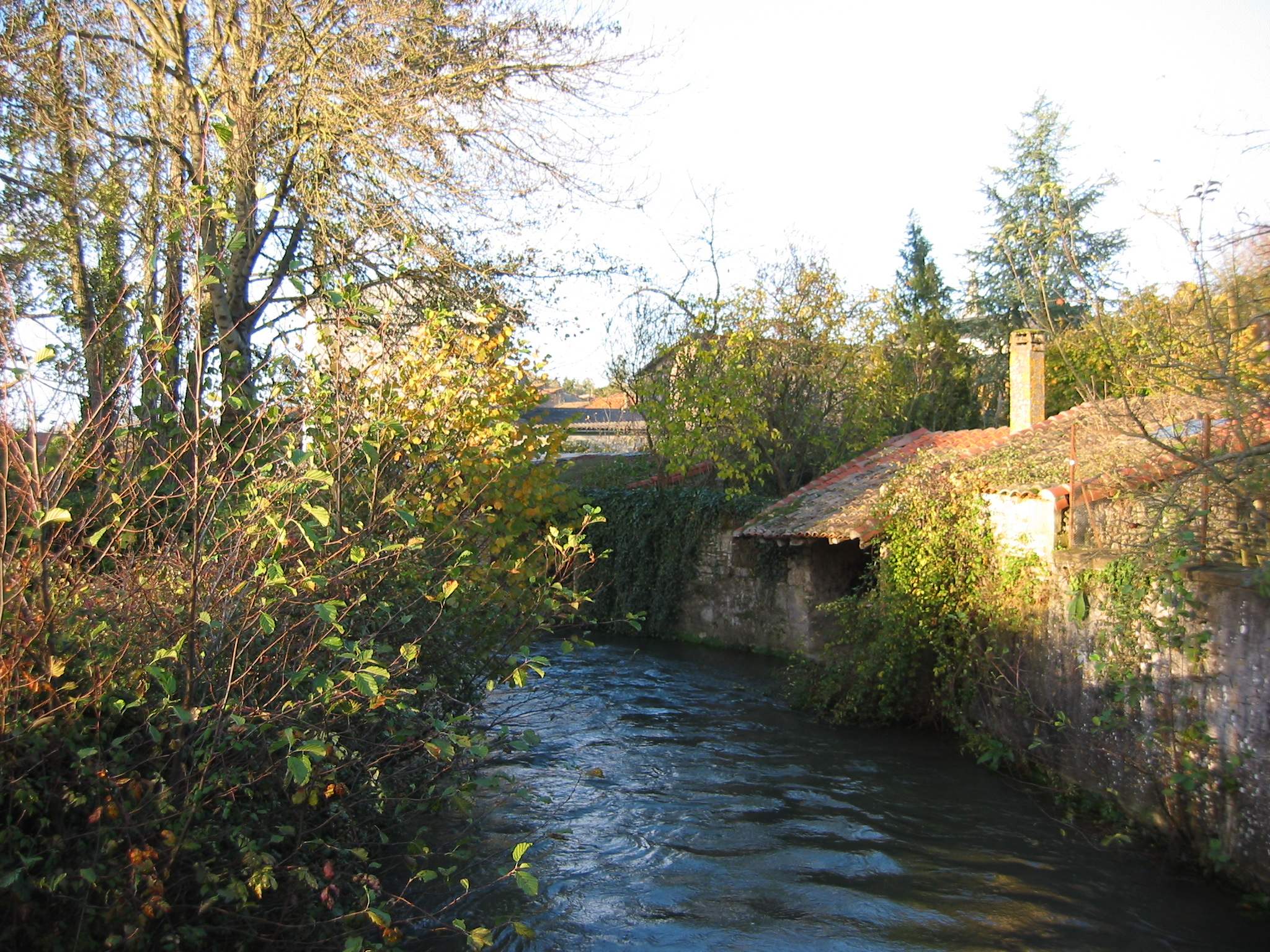
Sèvre Niortaise

## Verkehr
Am Bahnhof von La Mothe-Saint-Héray an der Bahnstrecke Saint-Benoît–La Rochelle-Ville verkehren TER-Züge von und nach La Rochelle-Ville und Poitiers.